# Eruptionskreuz

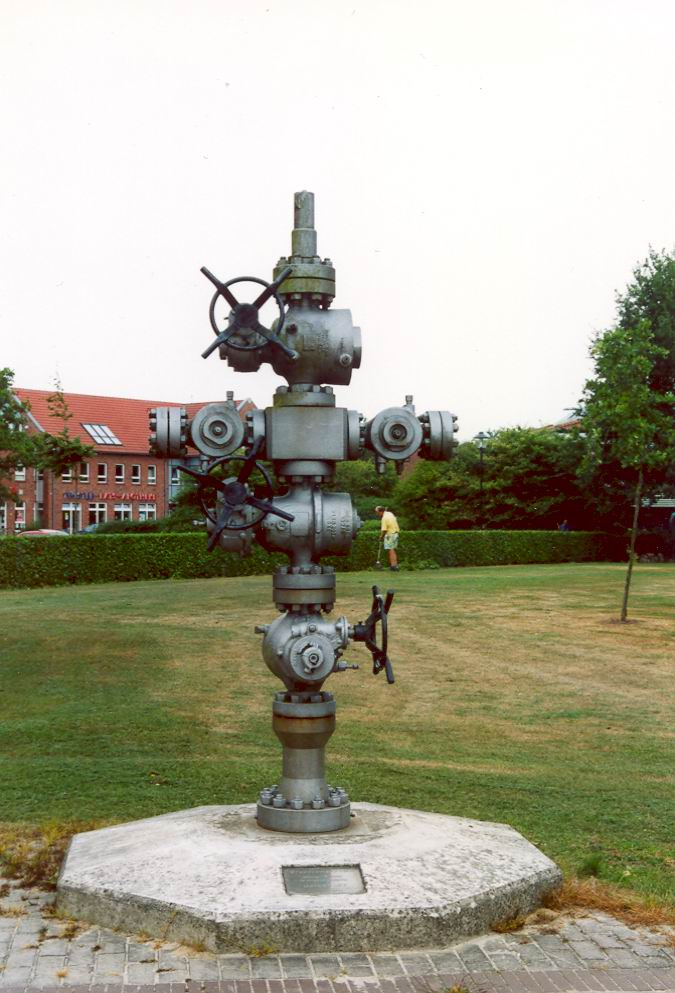
Ein Eruptionskreuz auf einer ehemaligen Erdölquelle

Ein Eruptionskreuz (kurz: E-Kreuz; englisch Christmas Tree)  dient als Bohrlochabschluss einer erfolgreichen Bohrung nach Erdöl oder Erdgas. Es besteht aus einer geflanschten Rohrleitung sowie mehreren Formstücken, Manometern und Armaturen, die fest mit der Verrohrung des Bohrloches verbunden sind. Mit Hilfe dieser Anordnung ist es möglich, das anstehende Erdöl und Erdgas dem Bohrloch kontrolliert zu entnehmen und in eine Pipeline einzuspeisen.
Das Eruptionskreuz wird überdies bei Bohrungen dazu verwendet, Wasser und andere Flüssigkeiten oder Gase in das Bohrloch zu pumpen, um zum Beispiel den Druck im zugehörigen Ölfeld zu erhöhen bzw. Erdgas in einen durch Bohrungen erschlossenen Untergrundspeicher einzubringen.